# Steginoporella dilatata
Steginoporella dilatata is een mosdiertjessoort uit de familie van de Steginoporellidae. De wetenschappelijke naam van de soort is voor het eerst geldig gepubliceerd in 1926 door Harmer.